# Тімірязєве (Джанкойський район)
Тіміря́зєве (до 1948 року — Рус-Карангу́т, Карангу́т Російський, крим. Rus Qaranğut, раніше — Карангу́т-Ойра́т, крим. Qaranğut Oyrat) — село Джанкойського району Автономної Республіки Крим. Орган місцевого самоврядування — Яркополенська сільська рада.

## Опис
Розташоване на півдні району.
Населення становить 253 особи. 

## Географія
Тімірязєве — село на півдні району, в Кримському степу, між автотрасою М18 Москва — Сімферополь і залізницею Джанкой — Севастополь, висота над рівнем моря — 32 м. Найближчі села: Рощине за 0,5 км на схід і Відрадне за 1 км на захід, там же найближча залізнична станція — Відрадна. Відстань до райцентру — близько 11 км.

## Історія
Село Каранкут російський було засноване на місці старовинного кримськотатарського селища з назвою Карангіт-Ойрат, яке з часом трансформувалося в просто Карангіт, іноді Карангут або Каранкут. Вперше в історичних документах назва зустрічається в Камеральному Описі Криму… 1784 року, судячи з якого, в останній період Кримського ханства Карайкет Воїрат входив в Орта Чонгарській кадилик Карасубазарського каймакамства. Після приєднання Криму до Російської імперії (8) 19 квітня 1783 року , на території колишнього Кримського Ханства була утворена Таврійська область і село була приписане до Перекопського повіту.
Указом Президії Верховної Ради Російської РФСР від 18 травня 1948 року в село, як Каранкут російський Красногвардійського району перейменували в Тімірязєве. 1 січня 1965 року, указом Президії Верховної Ради УРСР «Про внесення змін до адміністративного районування УРСР — по Кримській області», село включили до складу Джанкойського району.
У 2023 році у проєкті Постанови Верховної Ради України «Про перейменування деяких населених пунктів Автономної Республіки Крим» село запропоновано перейменувати на Карангут-Ойрат.